# اکسایش بایر–ویلیگر
اکسایش بایر–ویلیگر (به انگلیسی: Baeyer–Villiger oxidation) یک واکنش شیمیایی در شیمی آلی است که طی آن یک کتون به وسیلهٔ واکنش با یک پراکسی اسید یا هیدروژن پراکسید، به یک استر تبدیل می‌شود. این واکنش به افتخار شیمیدان آلمانی آدولف فون بایر(۱۸۳۵–۱۹۱۷) و شیمی‌دان سوئیسی ویکتور ویلیگر (۱۸۶۸–۱۹۳۴) نام‌گذاری شده‌است.